# Illa d'Àmsterdam (Noruega)
L'illa d'Àmsterdam (en noruec: Amsterdamøya) és una petita illa situada davant la costa nord-oest de l'illa de Spitsbergen. Està separada de l'illa Danesa per l'estret de Danskegattet. La seva superfície és de 18,8 km².
L'illa d'Àmsterdam va ser albirada per primera vegada per Willem Barents el 1596. Els holandesos primer la van ocupar el 1614, i li donaren el nom de la capital del seu país. Hi van construir una estació balenera temporal al sud-est de l'illa. El 1619 es va construir una estació de semi-permanent. L'assentament va ser anomenat Smeerenburg (en neerlandès "el poble de greix de balena"). L'assentament va entrar en declivi en la dècada del 1640, i va ser abandonat en algun moment abans del 1660.